# انپه-رور-کرایس
انپه-رور-کرایس (به آلمانی: Ennepe-Ruhr-Kreis) یک district of North Rhine-Westphalia در آلمان است که در آرنسبرگ واقع شده‌است.

## نگارخانه

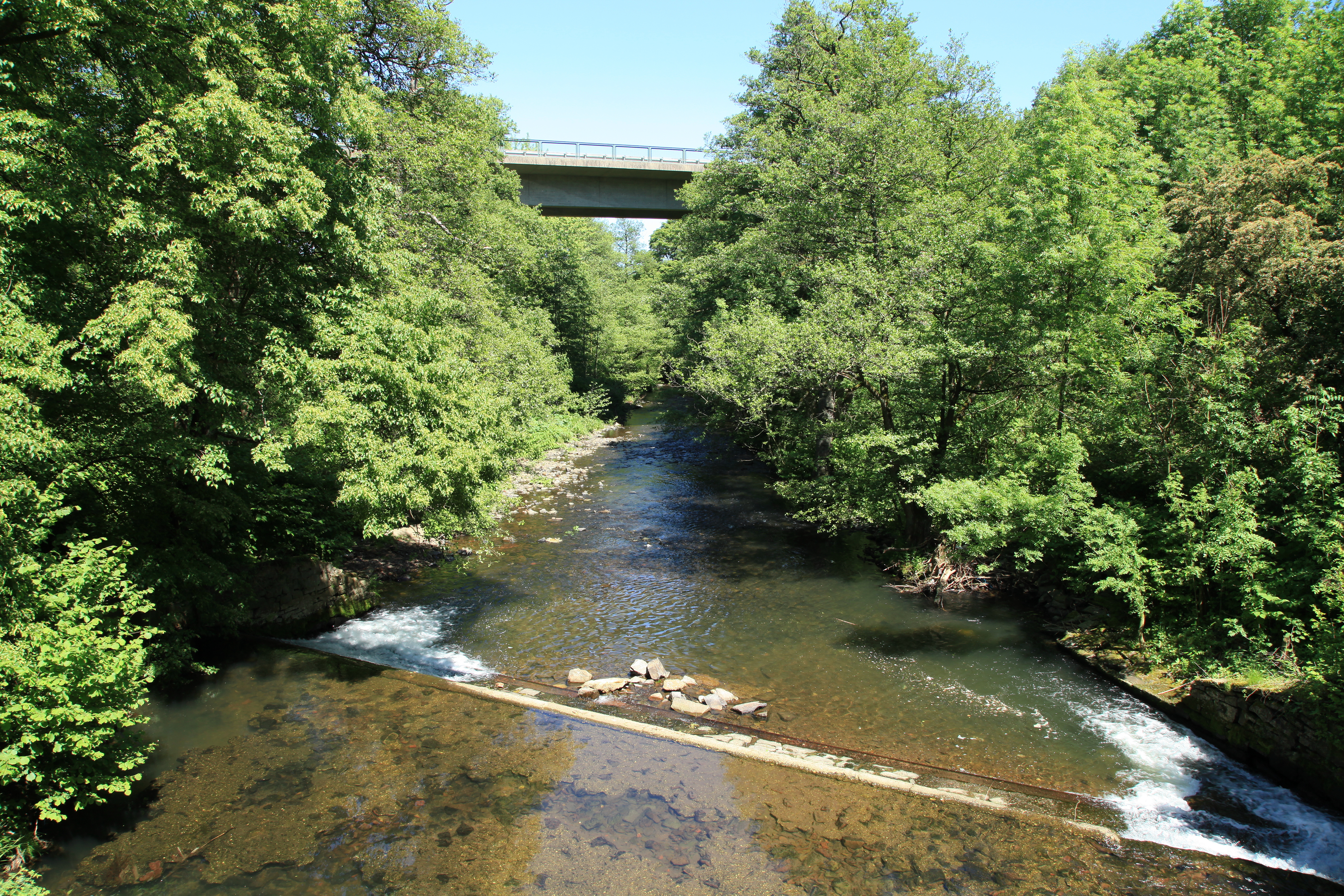
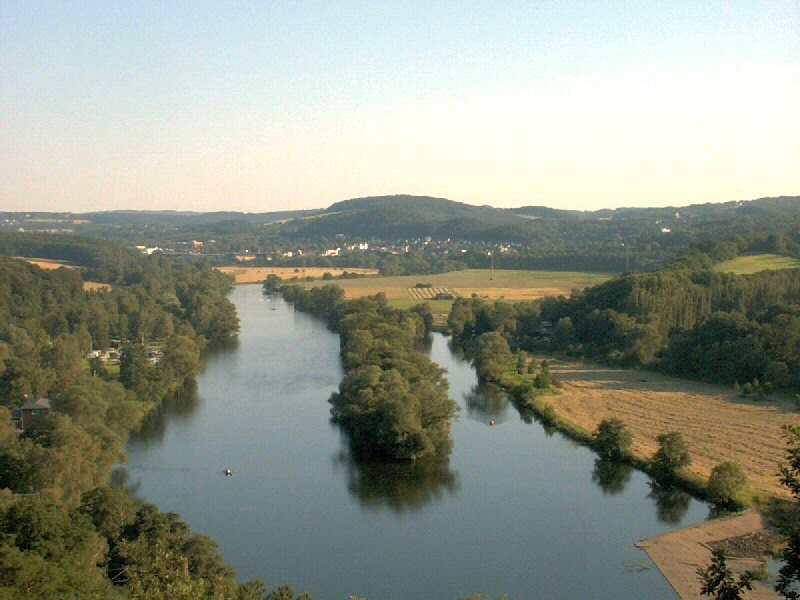
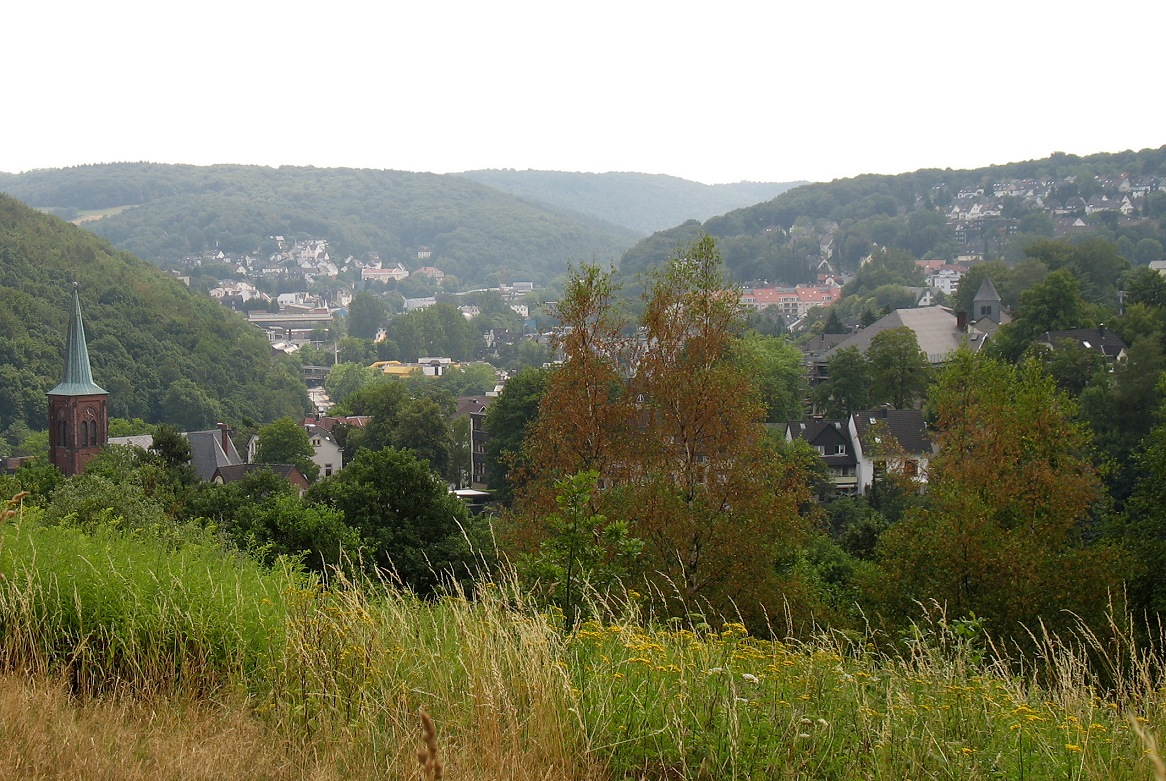